# رمز الرقم

رمز الرقم أو رمز المربع أو رمز الشباك (#) (بالإنجليزية: Hash)‏ هو رمز موجود على الهواتف المحمولة ولوحات المفاتيح على أجهزة الكمبيوتر، وقد يرمز إلى عدد من المعاني، منها:
- #1 (رقم واحد) وفي اللغة العربية تكتب 1؀ فقط!
- الوسم (هاشتاج) وتستخدم في برامج فيسبوك و تويتر.[1][2]